# TV5
 For alternative betydninger, se TV5 (flertydig). (Se også artikler, som begynder med TV5)
TV5 er en kommerciell tv-kanal i Filippinerne som ejes af MediaQuest Holdings Inc som er et selskab af PLDT, landets største teleoperatør.  Kanalen begyndte sine sendinger 1. marts 1960, men blev lukket ned i 1972 efter præsident Ferdinand Marcos erklærede kamplov.  Kanalen genoptog sine udsendelser igen 21. februar 1992.  
Kanalens hovedkvarter er placeret i TV5 Media Center, Mandaluyong City.
Kanalen er kendt for sine PBA-basketball spil sendinger.